# Artiom Chernoúsov
Artiom Anatólievich Chernoúsov –en ruso, Артём Анатольевич Черноусов– (Irkutsk, 10 de enero de 1996) es un deportista ruso que compite en tiro, en la modalidad de pistola. Está casado con la tiradora Margarita Lomova.
Participó en los Juegos Olímpicos de Tokio 2020, obteniendo una medalla de plata en la prueba de pistola 10 m mixto (junto con Vitalina Batsarashkina). En los Juegos Europeos de Minsk 2019 consiguió tres medallas de oro.
Ganó dos medallas en el Campeonato Mundial de Tiro de 2018 y siete medallas en el Campeonato Europeo de Tiro entre los años 2018 y 2021.

## Palmarés internacional
| Juegos Olímpicos   | Juegos Olímpicos         | Juegos Olímpicos  | Juegos Olímpicos      |
| Año                | Lugar                    | Medalla           | Prueba                |
| ------------------ | ------------------------ | ----------------- | --------------------- |
| 2020               | Tokio (Japón)            | Medalla de plata  | Pistola 10 m mixto    |
| Campeonato Mundial |                          |                   |                       |
| Año                | Lugar                    | Medalla           | Prueba                |
| 2018               | Changwon (Corea del Sur) | Medalla de oro    | Pistola 10 m mixto    |
| 2018               | Changwon (Corea del Sur) | Medalla de plata  | Pistola 10 m          |
| Juegos Europeos    |                          |                   |                       |
| Año                | Lugar                    | Medalla           | Prueba                |
| 2019               | Minsk (Bielorrusia)      | Medalla de oro    | Pistola 10 m          |
| 2019               | Minsk (Bielorrusia)      | Medalla de oro    | Pistola 10 m mixto    |
| 2019               | Minsk (Bielorrusia)      | Medalla de oro    | Pistola 50 m mixto    |
| Campeonato Europeo |                          |                   |                       |
| Año                | Lugar                    | Medalla           | Prueba                |
| 2018               | Győr (Hungría)           | Medalla de oro    | Pistola 10 m mixto    |
| 2018               | Győr (Hungría)           | Medalla de plata  | Pistola 10 m          |
| 2019               | Osijek (Croacia)         | Medalla de plata  | Pistola 10 m mixto    |
| 2020               | Breslavia (Polonia)      | Medalla de oro    | Pistola 10 m          |
| 2020               | Breslavia (Polonia)      | Medalla de oro    | Pistola 10 m mixto    |
| 2021               | Osijek (Croacia)         | Medalla de oro    | Pistola 10 m mixto    |
| 2021               | Osijek (Croacia)         | Medalla de bronce | Pistola estándar 25 m |